# 单丽丽
单丽丽，中华人民共和国政治人物、全国脱贫攻坚先进个人。

## 生平
单丽丽任岳普湖县阿其克乡玛江库木村“访惠聚”驻村工作队原队员、扶贫工作站原站长，岳普湖县应急管理局三级主任科员。在她的带领和引导下，阿其克乡玛江库木村于2019年实现了整村脱贫。2020年贫困户人均收入达到了11100元。
因在脱贫攻坚战中作出突出贡献，2021年2月25日全国脱贫攻坚总结表彰大会上，单丽丽被授予“全国脱贫攻坚先进个人”。